# آدم فيتزجيرالد
آدم فيتزجيرالد (بالإنجليزية: Adam Fitzgerald)‏ هو شاعر أمريكي، ولد في 30 ديسمبر 1983.